# Олни (тауншип, Миннесота)
Олни (англ. Olney) — тауншип в округе Ноблс, Миннесота, США. На 2000 год его население составило 232 человека.

## География
По данным Бюро переписи населения США площадь тауншипа составляет 91,8 км², из которых 91,7 км² занимает суша, а 0,1 км² — вода (0,08 %).

## Демография
По данным переписи населения 2000 года здесь находились 232 человека, 74 домохозяйства и 66 семей.  Плотность населения —  2,5 чел./км².  На территории тауншипа расположено 77 построек со средней плотностью 0,8 построек на один квадратный километр. Расовый состав населения: 99,14 % белых и 0,86 % приходится на две или более других рас.
Из 74 домохозяйств в 45,9 % воспитывались дети до 18 лет, в 82,4 % проживали супружеские пары, в 4,1 % проживали незамужние женщины и в 10,8 % домохозяйств проживали несемейные люди. 8,1 % домохозяйств состояли из одного человека, при том 2,7 % из — одиноких пожилых людей старше 65 лет. Средний размер домохозяйства — 3,14, а семьи — 3,36 человека.
35,3 % населения младше 18 лет, 3,0 % в возрасте от 18 до 24 лет, 29,3 % от 25 до 44, 20,3 % от 45 до 64 и 12,1 % старше 65 лет. Средний возраст — 33 года. На каждые 100 женщин приходилось 114,8 мужчин.  На каждые 100 женщин старше 18 приходилось 123,9 мужчин.
Средний годовой доход домохозяйства составлял 34 375 долларов, а средний годовой доход семьи —  35 313 долларов. Средний доход мужчин —  23 750  долларов, в то время как у женщин — 21 250. Доход на душу населения составил 12 378 долларов. За чертой бедности находились 2,9 % семей и 1,8 % всего населения тауншипа.